# 阿魯辛·科芬拿
阿魯辛·科芬拿（英語：Alusine Fofanah，1997年11月21日—），是一名塞拉利昂裔澳洲職業足球員，司職後衛，現效力澳職球會西悉尼流浪者。
2013年從班斯頓加開西流的青年軍，2014年升上職業隊，主要擔任球隊的後備中堅或右閘。